# آکیناتور
اکیناتور یک بازی محبوب اینترنتی به سبک ۲۰ سوالی است. در ابتدای بازی شخصیت اصلی بازی (غول چراغ جادو) از شما می‌خواهد که یک شخصیت را در ذهن خود مجسم کنید. این شخصیت می‌تواند هر کسی یا چیزی باشد. چه واقعی و چه تخیلی و چه غیرواقعی.در این بازی میتوانید سه دسته را انتخاب کنید : انسان ، حیوان، اشیا. سپس تعدادی سوالی در مورد این شخصیت از شما می‌پرسد و در نهایت حدس می‌زند که شخصیت مورد نظر شما کیست و حتی تصویر وی را به شما نشان می‌دهد.آکیناتور حتی می‌تواند خواهر و برادران شما را حدس بزند. اکیناتور یک نرم‌افزار بسیار هوشمند است که در سال ۲۰۰۷ توسط سه برنامه‌نویس فرانسوی تولید و منتشر شد. طبق گزارش‌های گوگل، اکیناتور در نوامبر سال ۲۰۰۸ طرفدارهای بسیار زیادی پیدا کرد. اکیناتور در سال ۲۰۰۹ در اروپا و در سال ۲۰۱۰ در ژاپن بسیار محبوب شد. بازی از شما ۲۰ سوال میپرسد و در اخر یک شخصیت مربوط به پاسخ سوالات شما مطرح میکنید و در ۸۰ درصد مواقع صحیح می‌باشد.
بعضی از کاربر ها گفته اند که این بازی اطلاعات گوشی شما را میدزدد.

## روش بازی
-*ابتدا به سایت اینترنتی این بازی متصل می‌شوید
-سپس باید از ۳ گزینه حیوانات اشیا و کاراکتر برای بازی انتخاب کنید.
-اکیناتور، با پرسش چند سؤال عمومی آغاز می‌شود و کم‌کم با کسب اطلاعات کافی دربارهٔ شخصیت مورد نظر، سؤالات هوشمندانه تری از شما پرسیده می‌شود. پاسخ سؤالات به صورت چند گزینه ایست و شما باید یک گزینه را انتخاب کنید:
- بله
- خیر
- نمی‌دانم
- شاید
- فکر نمی‌کنم اینطور باشد

-در نهایت اکیناتور شخصیت مورد نظر شما را حدس زده و عکس آن را به شما نشان می‌دهد
اکیناتور سؤالاتی در مورد جنسیت، محدودهٔ سنی، ملیت و شغل شخصیت مورد نظر می‌پرسد. اگر در کمتر از ۲۰ سؤال شخصیت مورد نظر شما را حدس بزند می‌گوید: «آیا فلانی شخصیت مورد نظر شماست؟» اگر شخصیتی که حدس زده فرد مورد نظر شما نیست، شروع به پرسش سؤال‌های جدید می‌کند. اگر تا ۳ بار شخصیت مورد نظر شما را اشتباه حدس بزند، خواهد گفت: «من نمی‌توانم حدس بزنم شما به چه کسی فکر می‌کنید، لطفاً نام شخصیت مورد نظر خود را بنویسید.»

## تحلیل
الگوریتم نرم‌افزار اکیناتور در نگاه اول بسیار بسیار ساده به نظر می‌آید اما حقیقت این است که الگوریتم (روش کار) این نرم‌افزار خیلی پیچیده‌تر از تصورات ماست! البته باید گفت این نرم‌افزار بدون بانک اطلاعاتی که خود کاربران این نرم‌افزار با دست‌های خودشان ساخته‌اند، هیچ است! چیزی که باعث می‌شود این نرم‌افزار هوشمند تبدیل به غول چراغ جادو شود این است که این نرم‌افزار با طرح سؤالات بسیار کلیدی و مهم دربارهٔ شخصیت مورد نظر می‌تواند با استفاده از مهندسی معکوس خیلی زود به جواب برسد. به عبارت دیگر این نرم‌افزار با کسب اطلاعات دقیق از شما گزینه‌هایی را که احتمالاً اشتباه هستند را حذف می‌کند. مهم‌ترین عاملی که باعث می‌شود Akinator شما را سورپرایز کند بانک اطلاعات بسیار جامعی است که خود کاربران به رایگان و بدون هیچ مقاومتی در اختیار Akinator قرار می‌دهند. وقتی Akinator از کاربر دربارهٔ شخصیت مورد نظر سؤال می‌پرسد، پاسخ این سؤال را هم در بانک اطلاعاتی خودش ثبت می‌کند تا بعداً دوباره بتواند از آن استفاده کند و با استفاده از Queryهای بسیار حرفه‌ای به جواب برسد.Query در واقع یک تکنیک یا یک جزء بسیار مهم در هر بانک اطلاعاتی است که گزارشی را بر اساس خصیصه‌های مشخص ارائه می‌کند. برای مثال در مورد Akinator یک Query می‌تواند شامل لیستی از همه خوانندگان مرد که در آمریکا زندگی می‌کنند باشد! بدین ترتیب دیگر نیازی نیست که Akinator بخواهد همه افرادی که در بانک اطلاعاتیش وجود دارند را بررسی کند.

## جوایز و رده‌بندی داخل بازی (نسخه اندروید)
در نسخه‌های جدیدتر بازی با توجه به میزانی که بازی کرده‌اید به شما «تجربه» اهدا می‌شود و هر چه تجربه شما بالاتر برود، مقام و رتبه شما نیز بالاتر رفته و لقب‌های مختلفی به شما تعلق می‌گیرد.
اما غیر از آن در بازی سکه یا آن طور که در خود بازی به آن گفته می‌شود Geniz (یا حالت اختصاری آن:Gz) وجود دارد که می‌توانید با آن برای جن غیب دان بازی لباس بخرید یا محیط بازی را عوض کنید. میزان این جایزه بستگی به این دارد که جن بازی شخصیت مورد نظر را آخرین بار چه زمانی حدس زده‌است؟ (این جایزه Aki Award به معنای جایزه آکیناتور نام دارد) هر چه شخصیت فراموش شده تر باشد سکه و تجربه بیشتری برنده خواهید شد. اما یک شرط دارد و آن هم اینکه جن اولین بار شخصیت شما را درست حدس زده باشد.
| عنوان جایزه (فارسی) | عنوان جایزه (انگلیسی) | میزان جایزه | آخرین باری که شخصیت حدس زده شده |
| ------------------- | --------------------- | ----------- | ------------------------------- |
| استاندارد           | Standard              | 100GZ       | کمتر از ۱۲ ساعت قبل             |
| برنز                | Boronze               | 200Gz       | بیشتر از ۱۲ ساعت قبل            |
| نقره                | Silver                | 400Gz       | بیشتر از ۴۸ ساعت قبل            |
| طلا                 | Gold                  | 800Gz       | بیشتر از یک هفته قبل            |
| پلاتین (طلای سفید)  | Platinum              | 1500GZ      | بیشتر از یک ماه قبل             |
| سیاه                | Black                 | 5000Gz      | بیشتر از ۶ ماه قبل              |